# Kultorvet
Kultorvet er et torv i Indre By, København, som skiller gågaderne Købmagergade og Frederiksborggade.
Navnet var oprindeligt Ny Nørre Torv over for Rundetaarn. Det mere mundrette, nuværende navn refererer til, at tørvebønderne og kulsvierne fra Frederiksborg Amt solgte deres brændsel på torvet, hvilket de tidligere havde gjort i gaderne omkring Nørreport. 
Kultorvet blev anlagt efter Københavns brand i 1728 og var oprindeligt noget mindre end nu. Flere bygninger er siden nedrevet, hvilket har givet mere luft. Det gav desuden plads til Biblioteksgården på torvets østside. Bygningen husede frem til 1993 Københavns Hovedbibliotek og anvendes i dag af handelsskolen Niels Brock.
Danmarks første afholdscafé blev i 1847 åbnet på Kultorvet. En af torvets ældste og stadig eksisterende butikker er Slagteren ved Kultorvet, der blev etableret i 1888.
Torvet er sammen med Købmagergade senest renoveret i 2012.
Statsminister Mette Frederiksen blev 7 juni 2024 overfaldet af en mand på Kultorvet